# Міст Братерства
Міст Братерства (порт. Ponte da Fraternidade, ісп. Puente de la Fraternidad), або Міжнародний міст Танкредо Невеса (ісп. Puente Internacional Tancredo Neves) — міст через річку Іґуасу, що сполучає бразильське місто Фос-ду-Іґуасу із аргентинським містом Пуерто-Іґуасу.
Ідея будівництва моста в цьому місці виникла після спорудження моста Дружби в 1965 році, між Бразилією і Парагваєм. Будівництво почалося 13 січня 1982, міст був відкритий 29 листопада 1985 року і названий на ім'я бразильського політика Танкреду Невіса.
Довжина моста 489 м, ширина 16,5 м, висота в найвищій точці — 70 м. Міст менш важливий економічно, ніж міст Дружби, і, на відміну від моста Дружби, не має проблем з пропускною здатністю.
| Аргентина | Це незавершена стаття з географії Аргентини. Ви можете допомогти проєкту, виправивши або дописавши її. |

| Бразилія | Це незавершена стаття з географії Бразилії. Ви можете допомогти проєкту, виправивши або дописавши її. |